# Michael Alsbury
Michael Tyner Alsbury est un pilote d'essai américain né le 19 mars 1975 à Santa Clara et mort le 31 octobre 2014 dans le désert des Mojaves.
Il a obtenu un bachelor of Sciences à l'Université d'État polytechnique de Californie.
Travaillant pour Scaled Composites, il meurt lors de l'écrasement du VSS Enterprise (Virgin Galactic SpaceShipTwo).
Son nom sera ajouté au mémorial national Space Mirror Memorial du Centre spatial Kennedy de Merritt Island en Floride, à la suite d'une décision d'inclure aussi les morts liés aux vols spatiaux privés, ainsi que sur un monument dévoilé sur le site de son ancienne université.